# Restinga (Porto Alegre)
Restinga es un barrio de la zona sur de la ciudad de Porto Alegre, Brasil. Fue creado por la Ley 6,571 del 8 de enero de 1990 y sus límites fueron redefinidos mediante ley 12,112 del 22 de agosto del 2016 que separó del barrio la zona que actualmente es el barrio de Pitinga.Está situada en la ladera noroeste del Morro São Pedro (289 m.), que marca la división entre Porto Alegre y Viamão. 
Con más de 60.000 habitantes, según el censo del IBGE de 2010, Restinga representa el 4,31% de la población de la ciudad de Porto Alegre, y es uno de los barrios más poblados, equivalente a un municipio de tamaño medio. Una parte significativa de la población es autodeclarada negra, lo que se refleja en los espacios públicos y en la cultura local. 
Barrio con una renta media de 2,10 salarios mínimos por hogar, Restinga nació y se desarrolló lejos del Centro Histórico, del que dista unos 20 km, e incluye muchas casas y urbanizaciones de renta baja, así como ocupaciones desordenadas. Los servicios públicos y las actividades esenciales disponibles para la comunidad eran mínimos y precarios, pero hoy Restinga se considera un centro urbano autosuficiente, con su propio comercio diversificado, hospital, parque industrial, centro educativo y foro de justicia. Sin embargo, sigue siendo uno de los barrios más afectados por la violencia y la delincuencia.